# Генк Баллард
Генк Ба́ллард (англ. Hank Ballard), справжнє ім'я — Джон Генрі Кендрікс (англ. John Henry Kendricks; 18 листопада 1927 — 2 березня 2003) — американський співак та музикант, композитор, вокаліст колективу Hank Ballard and The Midnighters. Один із піонерів рок-н-ролу першої половини 1950-х років. Зробив свій внесок в розвиток цього жанру записуючи сингли «Work With Me, Annie», «Annie Had a Baby» та «Annie's Aunt Fannie». Пізніше записав сингл «The Twist». Відомим є кавер, який зробив Чак Беррі на цю пісню. В 1990 ім'я Балларда було занесено до Зали слави рок-н-ролу.

## Ранні роки
Народився в американському місті Детройт. Разом зі своїм братом відвідував школу міста Бессемер (Алабама) після смерті їхнього батька. Генк жив з тіткою та її чоловіком, згодом почав співати в церковному хорі. На музичний розвиток юнака вплинули композиції Джина Отрі. Пізніше Баллард повернувся до Детройта, де працював на заводі по виробництві автомобілів Ford.

## The Midnighters
В 1953 році Баллард приєднався до колективу The Royals. Пісня «Get It», яка була створена того ж року, посіла шосту сходинку в чарті Billboard R&B.
Гурт змінив свою назву на The Midnighters, щоб не люди не плутали їх з гуртом The "5" Royales.
Пісня «Work With Me, Annie», яку Баллард написав в 1954 році, стала першим хітом гурту, яка зайняла першу сходинку в чартах R&B.
Ще чотири пісні гурту були хітами в 1951-1954 рр., але до 1959 року жодна пісня не потрапляла до чартів.
В 1962 році пісня «Finger Poppin' Time» була номінована на премію «Греммі».

## Пізніші роки
Після того, як гурт припинив своє існування, Баллард розпочав сольну кар'єру. Сингл 1968 року, «How You Gonna Get Respect (When You Haven't Cut Your Process Yet)», був його найбільшим хітом після припинення існування гурту The Midnighters. В 1969 Джеймс Браун продюсував альбом Балларда, «You Can't Keep a Good Man Down». Баллард з'явився на альбомі Джеймса Брауна, «Get on the Good Foot».
В 1960-х кузина Балларда, Флоренс Баллард, була учасником гурту The Supremes.
В середині 1980-х Баллард заново об'єднав гурт The Midnighters і вони виступали аж до самої смерті Балларда в 2002 році.

## Смерть
Баллард Генк помер 2 березня 2002 року від раку стравоходу. Йому було 75 років. Він був похований на цвинтарі Грінвуд у місті Атланта.

## Спадщина
В 1990 році ім'я Балларда було занесено до Зали слави рок-н-ролу (імена інших учасників гурту The Midnighters були занесені до Зали слави рок-н-ролу в 2012 році).
В 2010 році було проголосовано за те, щоб імена учасників гурту The Midnighters були занесені до Зали слави рок-н-ролу міста Мічиган.
Баллард є дядьком Крістіана Балларда, гравця НФЛ.
25 червня 2019 року було підтверджено, що матеріал Балларда був втрачений через пожежу 2008 року на території Universal Studios Hollywood.